# Pázsitos nőszirom
A pázsitos nőszirom (Iris graminea) a nősziromfélék családjának névadó nemzetségébe tartozó, Magyarországon is honos évelő növényfaj.

## Származása, elterjedése
Inkább mészkedvelő, száraz, ligetes tölgyerdőkben, karsztbokorerdőkben, törmelék- és sziklaerdőkben, irtásréteken, erdőszéleken, utak mentén fordul elő.

Védett növényfaj. Magyarországon többek közt a Gödöllői-dombság területén, valamint a Börzsönyben él, valamint a Mátrában és a Tiszaháton is megtalálhatóak állományai.

## Jellemzői
Szára 10–30 cm magas, lapított, két szárnyú, sásszerű, 5–15 mm széles levelei ennél gyakran kétszer is hosszabbak. A tőfaj levelei élénkzöldek, csúcsukon keskenyedők, az alfaj (subsp. pseudocyperus) levelei merevebbek, szürkészöldek, középtől keskenyedők. 

Ibolyás-lila és rózsaszín alapszínű, kék-fehér-sárga rajzolatú, kocsányos virágai általában kettesével fejlődnek, kellemes kajszibarack-illatúak.

A külső lepellevelek körme jóval hosszabb a lemezénél, szélességük kb megegyező.

Termése hegyesedő 6 élű, kb 3 cm nagyságú tok.

A jelentéktelennek ható levelek között gyakran teljesen megbújó virágait általában nehéz felfedezni.

## Képek

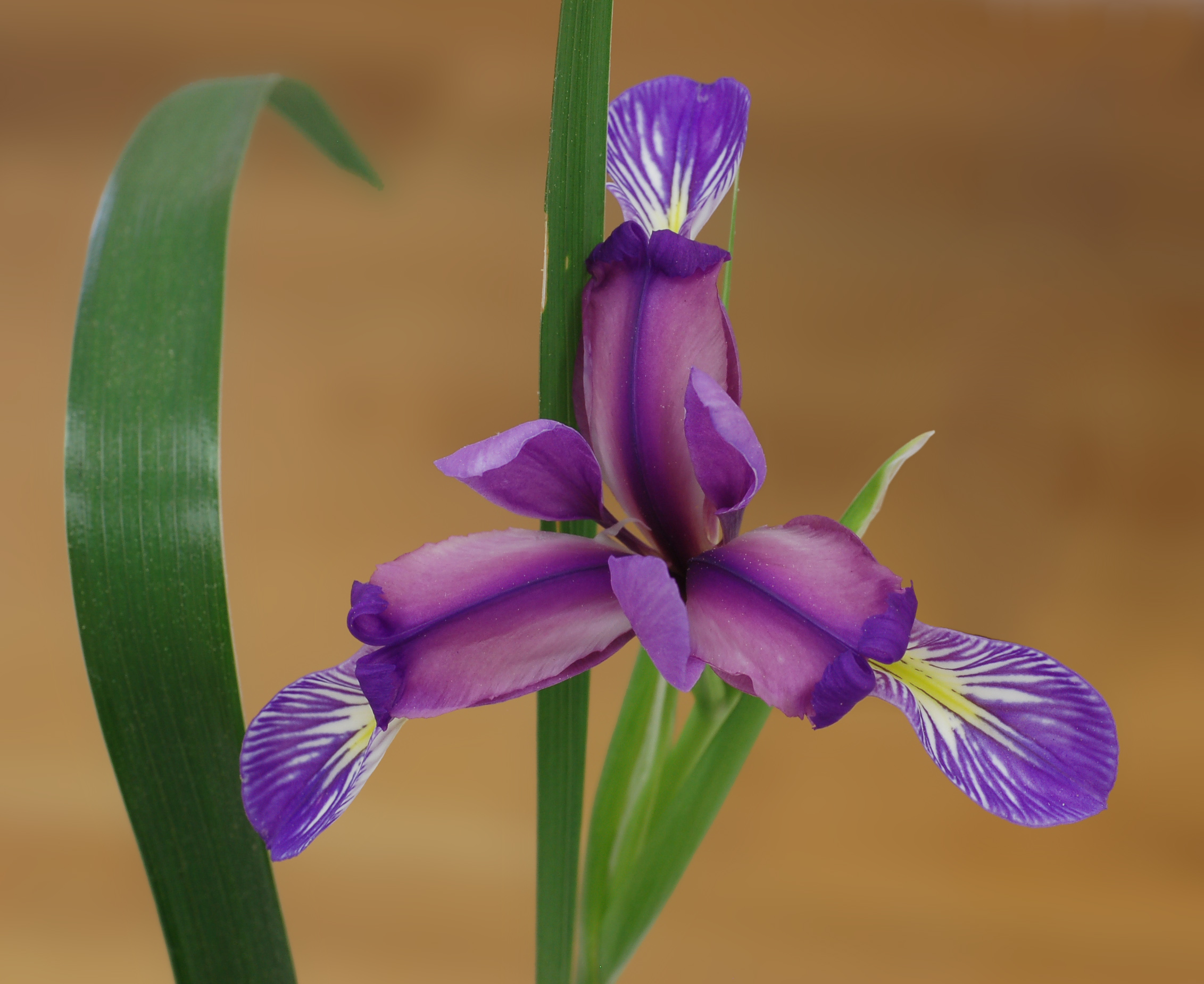
Virága
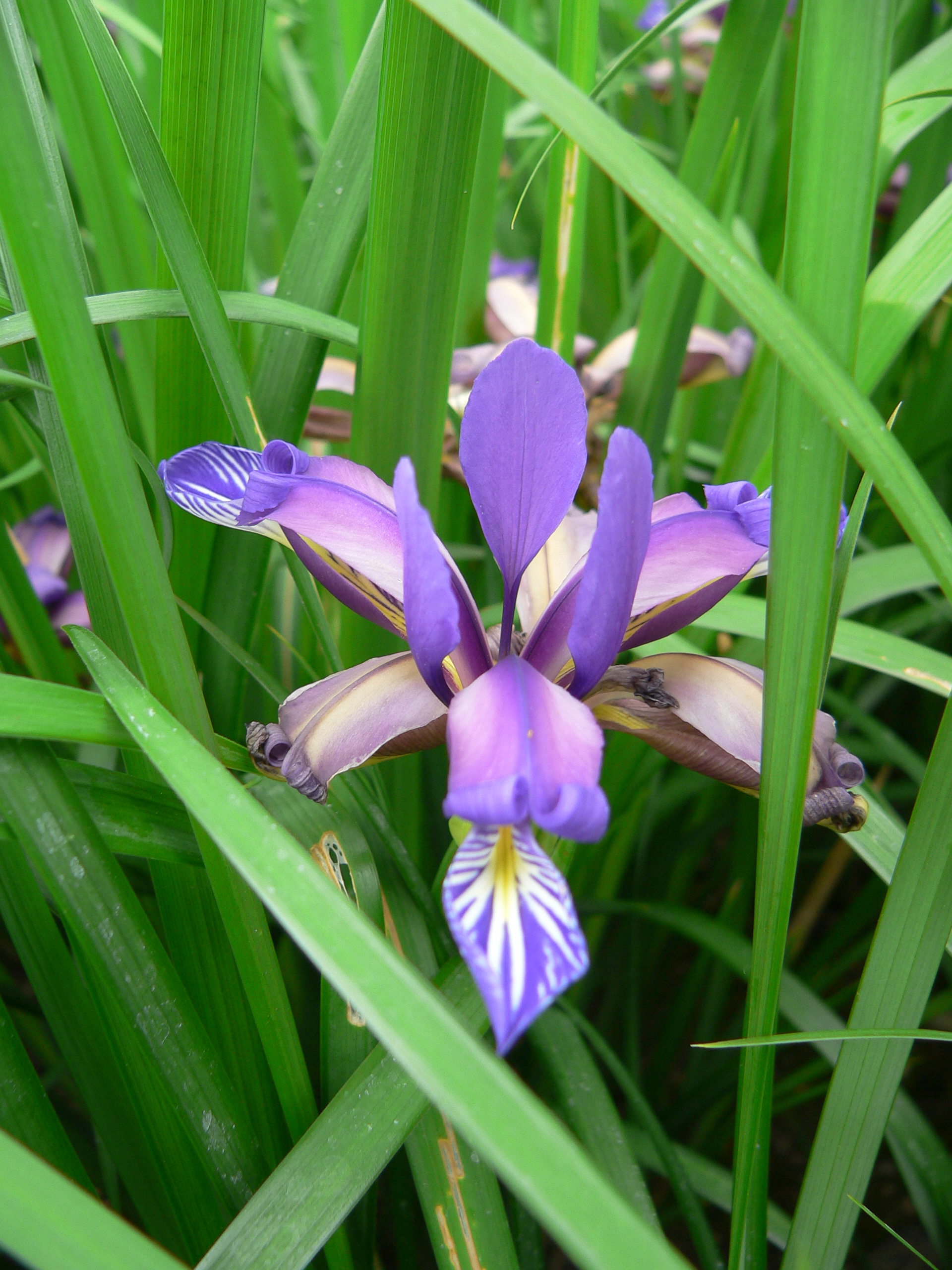
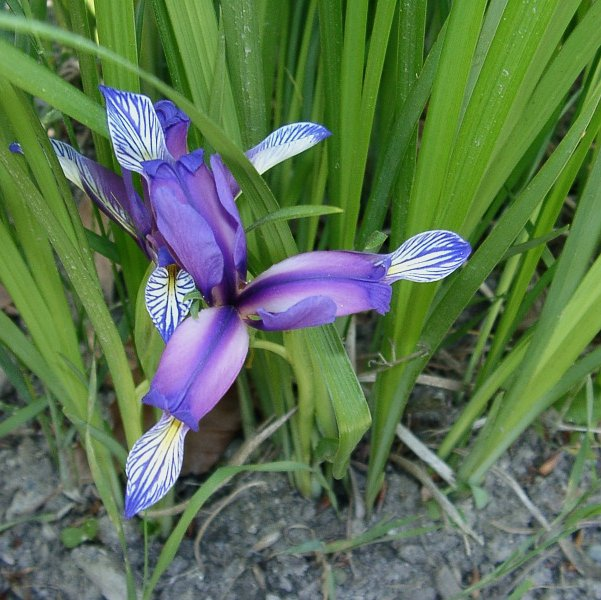
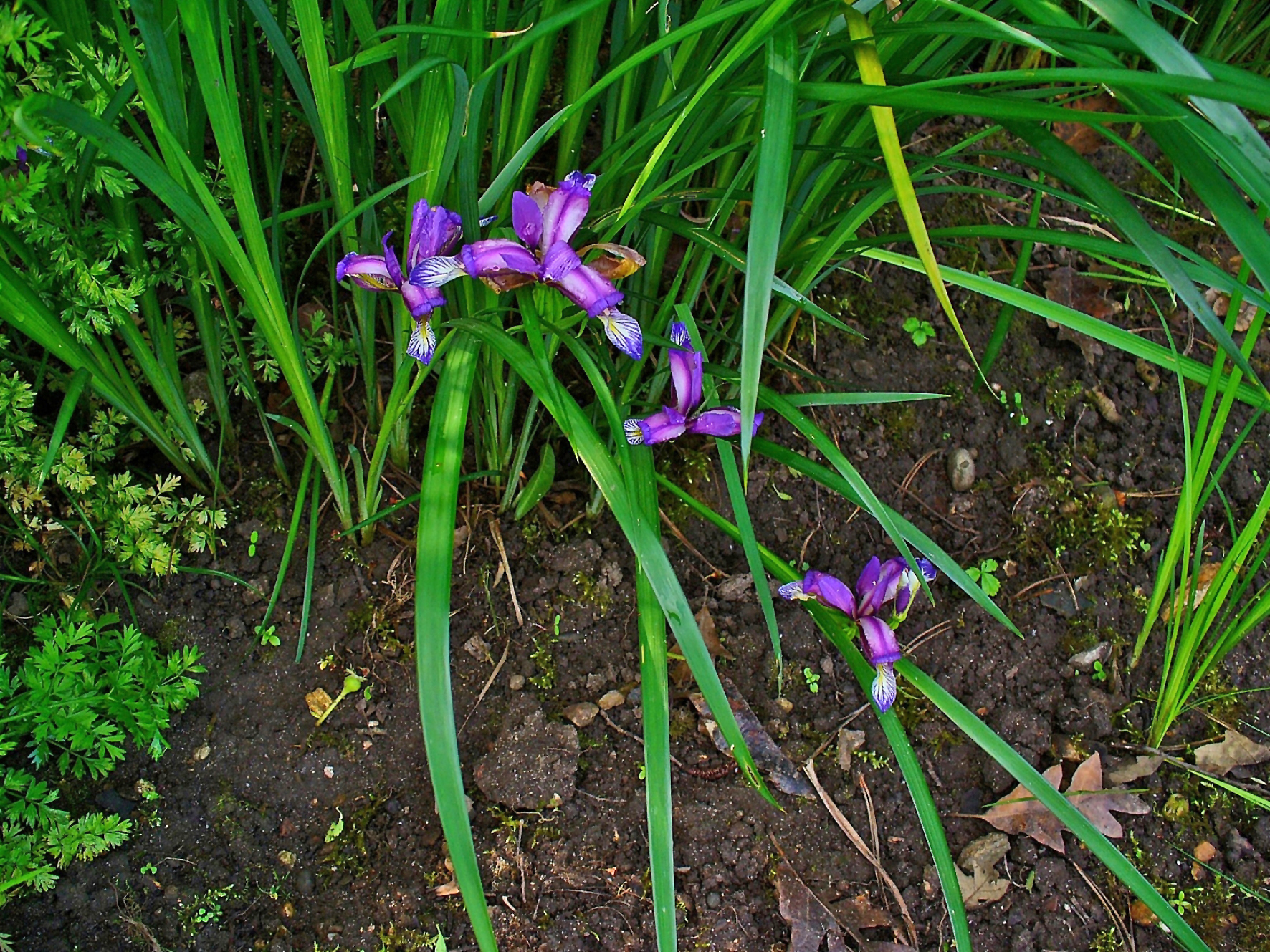
Pázsitos nőszirom
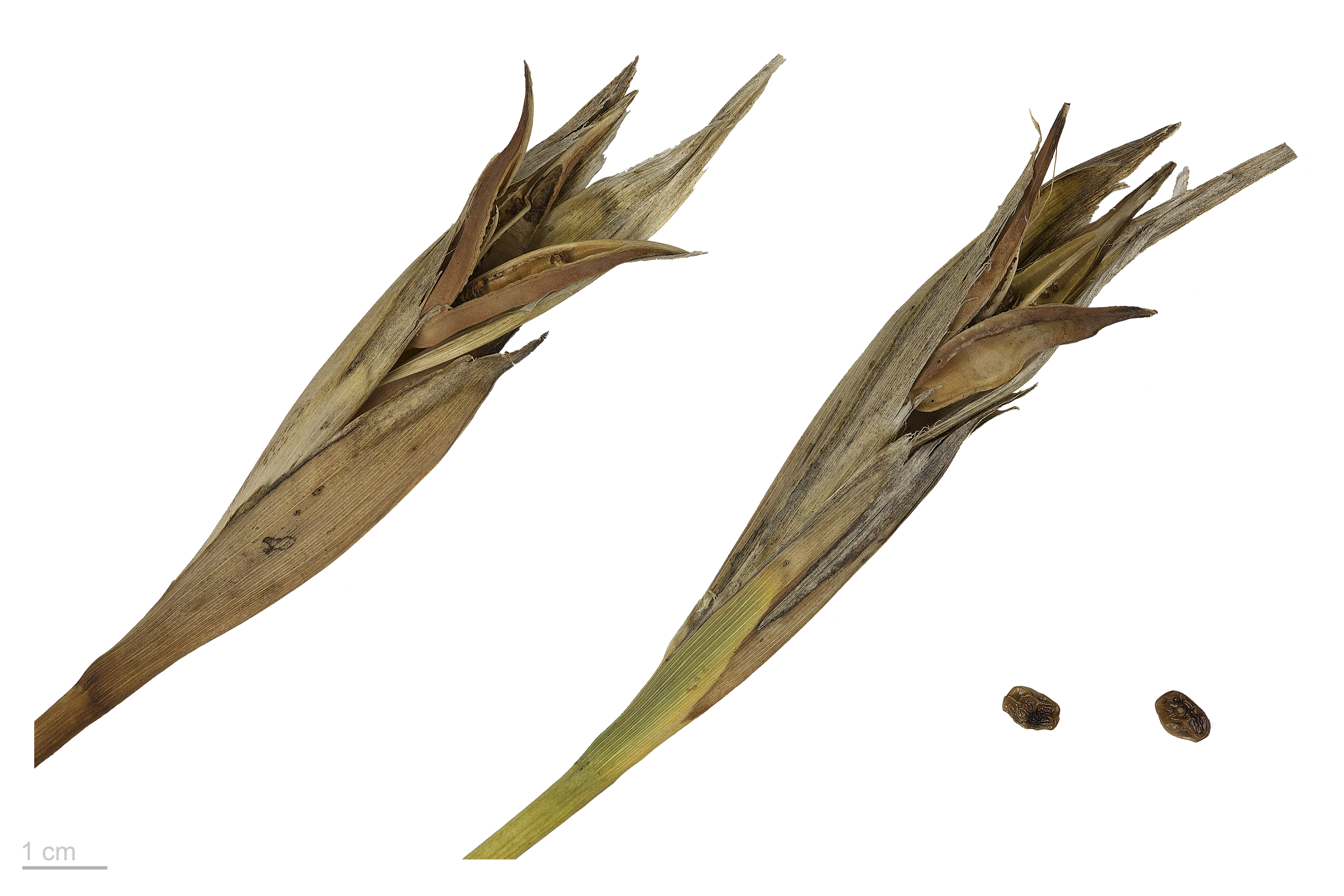
Iris graminea - Museum specimen